# لو گورن
لِـوْ گورن (روسی: Лев Горенс؛ زادهٔ ۱۹۷۱ میلادی) یک بازیگر روسی‌الاصل اهل ایالات متحده آمریکا است. وی از سال ۱۹۹۹ میلادی تاکنون مشغول فعالیت بوده‌است.
از فیلم‌ها یا برنامه‌های تلویزیونی که وی در آن نقش داشته‌است می‌توان به کافه سوسایتی، آمریکایی‌ها، خانم وزیر، میلیاردها، دیدبان سوم، وایر، دشمن درون، مجنون، اتومبیل‌دزدی بزرگ ۴ و مبارز خیابانی اشاره کرد.